# Monastero delle Clarisse (Cerreto Sannita)
L'ex monastero delle Clarisse di Cerreto Sannita è un antico luogo di culto fondato nel 1369 da Francesca Sanframondi, collaterale e ciambellana della regina Giovanna I di Napoli nonché parente di Giovanni III Sanframondi, conte di Cerreto Sannita. Ricostruito dopo il terremoto del 5 giugno 1688, il monastero ha ospitato l'ordine delle Clarisse Urbaniste dal XIV secolo al XX secolo quando è divenuto di proprietà delle Suore di Carità di Nostra Signora del Buono e Perpetuo Soccorso che vi hanno istituito un convitto, una scuola materna, un liceo linguistico, una scuola ed un istituto magistrale, intitolando il plesso a papa Leone XIII. La chiesa annessa al monastero è uno splendido esempio di architettura barocca. Rimasta intatta nel corso dei secoli conserva nel pronao un pavimento in ceramica cerretese del XVIII secolo.
I verbali dei diversi processi avvenuti durante gli anni fra i vescovi e le monache, conservati nell'archivio della Curia vescovile, forniscono numerose informazioni circa la vita delle clarisse all'interno del monastero ed i loro rapporti con l'esterno.

## Storia

### La fondazione
Il monastero delle Clarisse Urbaniste di Cerreto Sannita venne fondato da Francesca Sanframondi, vedova di Pietro de Cadenet, collaterale e ciambellana della regina Giovanna I di Napoli. Secondo Nicola Rotondi Francesca era figlia di Giovanni III, conte di Cerreto dal 1285 al 1319, mentre secondo Dante Marocco essa era sorella di Giovanni e figlia di Leonardo Sanframondi.
Il 3 gennaio 1369 fu emanata la lettera apostolica di fondazione del monastero, inviata al vescovo del tempo monsignor Giacomo da Cerreto e che Rotondi così traduce:
(Nicola Rotondi)
Il monastero però divenne pienamente funzionante solo alcuni mesi dopo dato che quando la fondatrice Francesca Sanframondi stilò testamento il 10 febbraio 1369, alla presenza della regina Giovanna I, essa dispose di essere sepolta temporaneamente nella cappella di San Giovanni Evangelista nella chiesa di Sant'Antonio in Cerreto, nel frattempo che fosse stato portato a termine l'edificio.

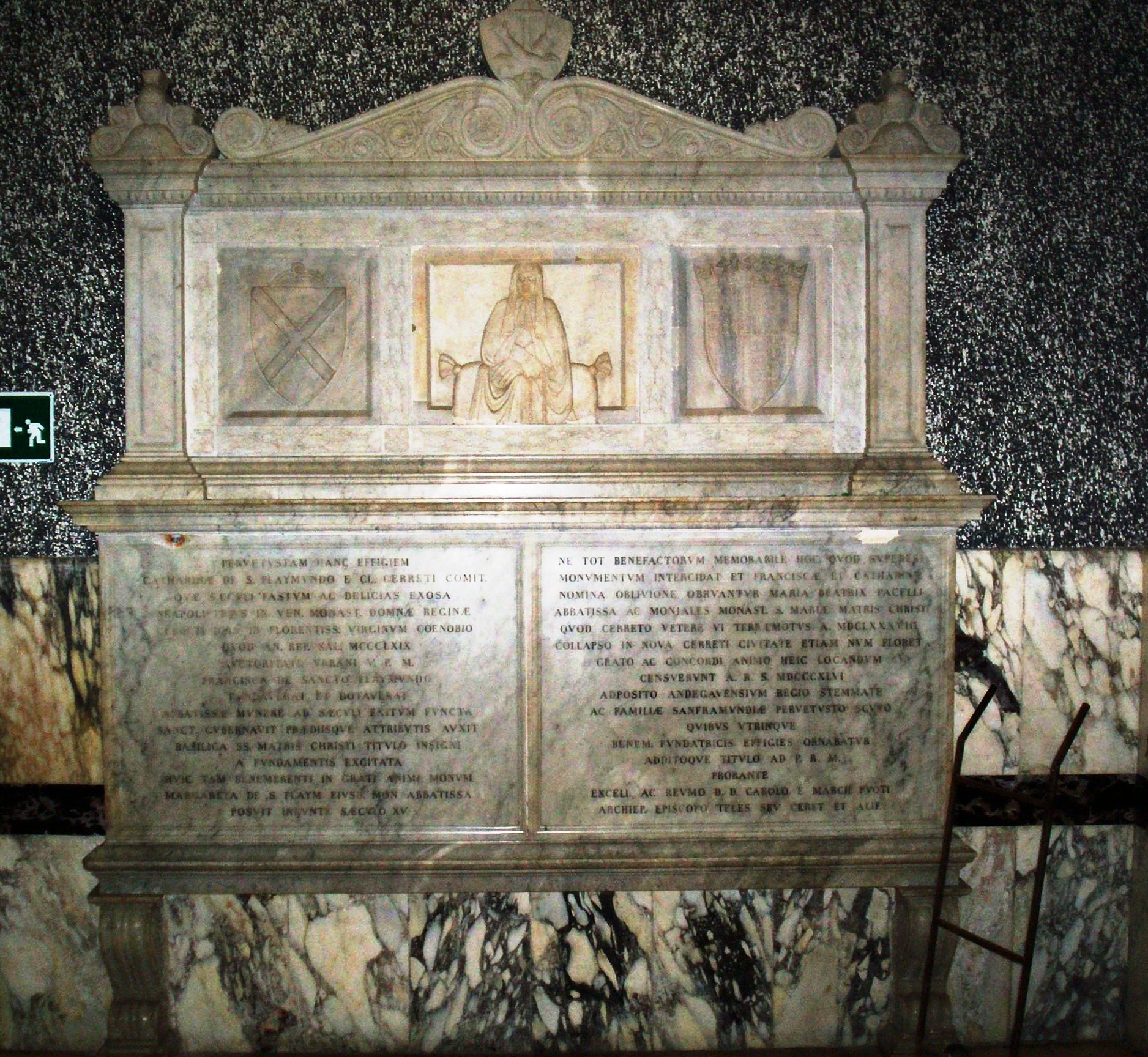
Il monumento funebre alla prima badessa Caterina Sanframondi situato nell'atrio dell'edificio

Inoltre, non è certo se Sanframondi trascorse gli ultimi anni della sua vita nel monastero. Infatti Rotondi al riguardo dice che «Né appare da alcun monumento che in età grave ed inclinata vi si fosse chiusa a passarvi con sicurezza, e lungi dalle turbolenze della Corte, la vita che le rimaneva». Alla sua morte Francesca fu sepolta dietro l'altare maggiore della chiesa delle Clarisse in un sepolcro dove campeggiava lo stemma dei Sanframondo, costituito da una croce di Sant'Andrea in oro su campo azzurro, e da una statua in pietra che la ritraeva e che nel XIX secolo era ancora visibile in un pilastro dell'attuale chiostro.
Prima badessa del monastero fu Caterina Sanframondi, che, secondo Rotondi, fu figlia di Pietro e cugina della fondatrice Francesca, mentre per Marocco era figlia di Giovanni e quindi nipote di Francesca. Fu nominata badessa con breve dell'8 gennaio 1369 dal cardinale Albanese con cui le fu ingiunto di trasferirsi dal monastero di Santa Maria di Donna Regina a Napoli a quello di Cerreto assieme alle suore Giovanna ed Agnese Sanframondi, Rita e Caterina di Cetano, Chiarella da Pietraroja e Francesca da Cerreto.
Caterina, durante i trent'anni in cui fu badessa, arricchì il monastero di molte case e terre sparse nei comuni di Cerreto, San Lorenzello, Massa e Limata, ed ebbe l'esenzione dello stesso dal pagamento delle decime. Nel 1397 ottenne da papa Benedetto XII il permesso di uscire dalla clausura per motivi di salute e di trasferirsi a casa di Nicolò che nel breve viene indicato come suo fratello e che quindi fa propendere, secondo Pescitelli, per la genealogia di Rotondi.
Alla morte di Caterina, la seconda badessa Margherita Sanframondi fece realizzare un sepolcro in marmo oggi conservato nell'atrio dell'ex monastero. Esso venne rinvenuto nel 1842 in un locale dell'edificio essendo badessa Maria Beatrice Pacelli. Nel 1843 Rotondi ne interpretò la scritta sita al di sopra del bassorilievo raffigurante la Sanframondi che recita:
+ MRIS XP basiliae e q dit X De S.FRAYMUNDO

(Mater Christi Basiliae -regiae- aedes, quas ditavit Catharina de S. Fraymundo)

### Il monastero e la chiesa nella vecchia Cerreto
Secondo lo storico Pacichelli il monastero, rivolto a mezzogiorno, occupava un'ala del castello dei Sanframondo assieme ai Padri Conventuali di Sant'Antonio, ed era sito precisamente di fronte a questi, tanto che in un processo conservato nell'Archivio della curia vescovile di Cerreto Sannita è scritto che: "di sopra una volta vedevasi le Suore, che nelle loro stanze davano in opera ai fatti loro". Prospiciente il complesso era una piazza sulla quale si affacciavano anche le rispettive chiese intitolate a Santa Maria Madre di Dio ed a Sant'Antonio di Padova.

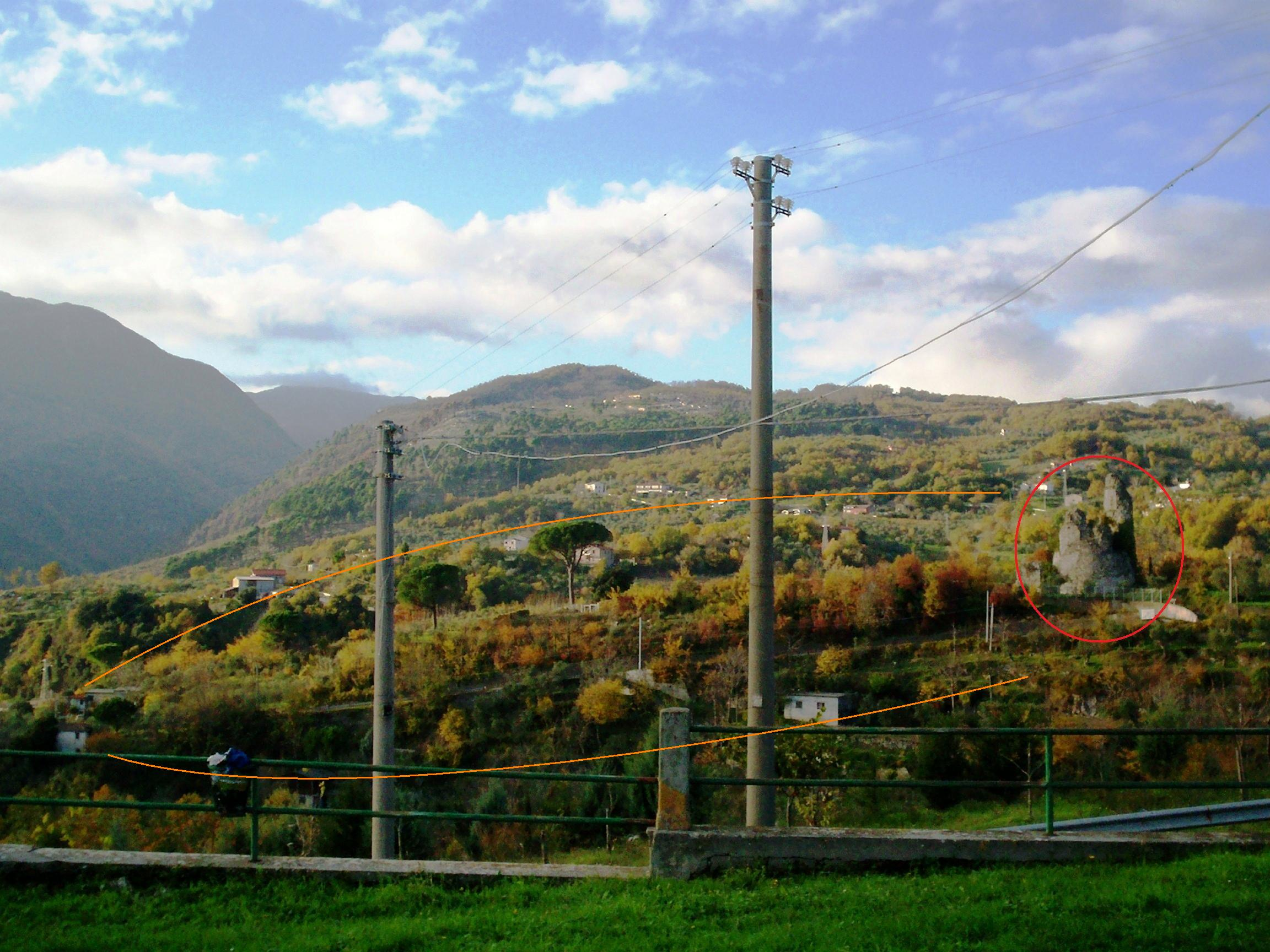
Il colle dove sorgeva Cerreto antica, distrutta dal terremoto del 5 giugno 1688. A destra i ruderi del torrione presso il quale sorgeva il monastero

Originariamente vi erano due porte di accesso, una verso la chiesa ed un'altra verso il monastero cui si aggiunse nel 1631 una nuova porta che immetteva nel parlatorio dove le suore tramite una grata parlavano con i parenti. Prima di allora l'accesso al parlatorio era sito nella chiesa ma monsignor Gambacorta volle chiudere questa entrata per evitare il passaggio della gente nella stessa.
Il portone dava accesso ad un chiostro da cui nasceva una scala che terminava in un corridoio e che nel 1596 risultava essere sbarrato da una porta che immetteva in un grande dormitorio, costituito da diciannove celle, illuminate da un finestrone che per ordine di mons. Savino fu in parte murato per evitare che dall'esterno potessero vedere le monache. Oltre a questo dormitorio vi era un'altra camera, superiore ad esso. Secondo il Pescitelli tale doveva essere stato l'edificio dalla sua fondazione alla fine del XVI secolo, senza grandi modifiche strutturali.
Al principio del XVII secolo si contavano due dormitori, uno rivolto a ponente con diciassette celle ed un altro a mezzogiorno con sette camerette mentre se ne stava portando a termine un altro costituito da cinque camere. Nel 1670 monsignor Marioni contò sei dormitori: il vecchio con otto camere; quello sotto la Torre con sei celle; un terzo al di sopra del refettorio con undici camere; un quarto che sovrastava il forno del monastero con otto camerette; un quinto che sporgeva sulla piazza antistante il complesso ed aveva quattro camere; un sesto sito sopra la torre con due celle, vicino al quale era una camera usata come carcere. Nel 1686 il vescovo Giovanni Battista de Bellis trovò altri due dormitori, il primo con nove camere ed il secondo con cinque che sporgevano sul fossato del castello. Infine De Bellis vide che il dormitorio della torre si era arricchita di un'altra camera, per un totale di cinquantacinque celle. Vi erano poi un forno, una cucina, un lavatoio, un refettorio, una dispensa, un granaio, una cantina ed un pollaio dove ogni suora, secondo un'antica consuetudine, aveva i propri polli.
La chiesa, posta a destra del monastero, era abbastanza grande. Secondo Rotondi essa era intitolata allo Spirito Santo ma Pescitelli sconfessa tale tesi perché non vi è traccia di quella denominazione nei documenti storici ed optando invece per l'intitolazione a Santa Maria Madre di Dio, come l'attuale luogo di culto.
L'altare maggiore era sovrastato da una tela raffigurante la discesa nel Cenacolo dello Spirito Santo. Vicino ad esso, alla parete verso il monastero, era una grata dalla quale le clarisse ricevevano la comunione, e dietro l'altare maggiore era sita la sacrestia, assai angusta e dove era sito il sepolcro della fondatrice Francesca Sanframondi. Precedente tale altare ed a sinistra di esso era posto un primo confessionale ed un altro altare che venne abbattuto per ordine di monsignor Gambacorta perché troppo vicino al maggiore. Seguivano l'altare della Concezione dei Raho e quello della Navità della Vergine dei De Blasio. Accanto a quest'ultimo era un altro confessionale e la porta, murata nel 1631, che introduceva al parlatorio dove vi erano tre grate e la ruota dei rejetti tramite cui le suore scambiavano dei manufatti con l'esterno. Alla parete opposta erano una cappella dei De Niro intitolata a tutti i Santi. Seguivano l'altare del Crocefisso e quello dell'Assunta.

### Le suore ed il terremoto del 5 giugno 1688

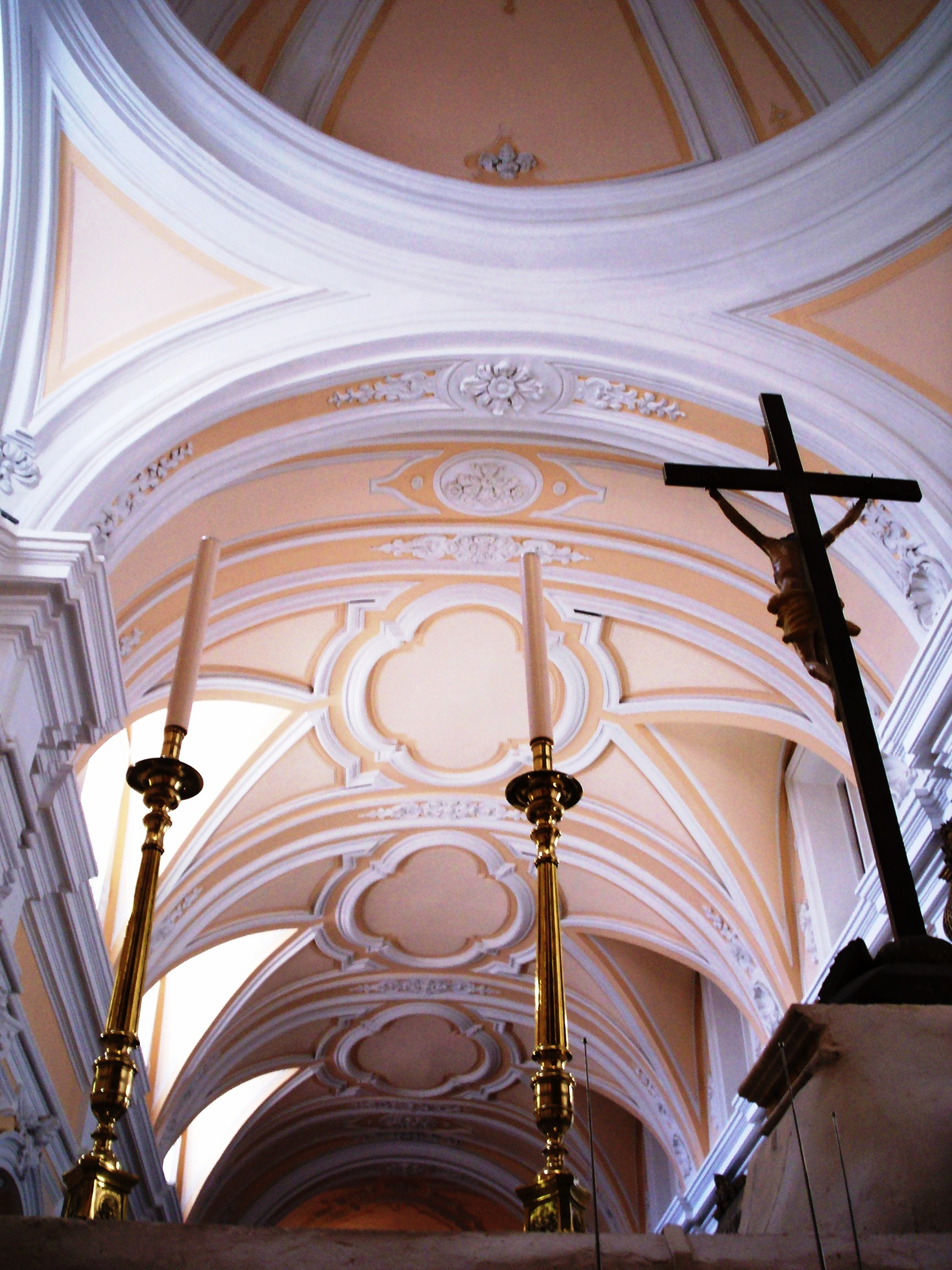
Scorcio della volta della Chiesa delle Clarisse vista dall'altare maggiore

Il terremoto del 5 giugno 1688, che rase al suolo il vecchio abitato medievale, colse le suore mentre erano intente a recitare i vespri nel coro della chiesa, appositamente portatevi dalla badessa dopo la prima scossa premonitrice secondo quanto raccontò una delle ventiquattro monache sopravvissute in una memoria raccolta da Mazzacane:
(Vincenzo Mazzacane)
Mazzacane aggiunge:
(Vincenzo Mazzacane)
Sotto le macerie perirono quaranta monache clarisse mentre ventiquattro, fra le quali la badessa, si salvarono anche se alcune di esse, scavate dopo alcuni giorni, non ricordavano nulla dell'accaduto. Delle converse ne morirono sette su undici. Perirono anche il cappellano ed il confessore mentre le suore sopravvissute, nella confusione e nello spavento dettato dall'evento, iniziarono a vagare nelle campagne circostanti, territorio a loro del tutto sconosciuto dato che le monache erano entrate in clausura da giovane età. De Bellis provvide tempestivamente ad esse raccogliendole nella masseria del barone Pietro Petronzi (presso l'attuale vico aia) dove alloggiarono sotto la sorveglianza dei parenti e dello stesso vescovo che vi si trasferì con tutta la Corte vescovile.
La sopravvissuta badessa, sulla quale secondo Pescitelli ricadeva la responsabilità del dramma non avendo permesso, dopo la scossa premonitrice, di far rifugiare le religiose in un luogo più sicuro, supplicò monsignor De Bellis perché «come ritrovandosi ritirate nel cortile del quon dam Pietro Petronzi sotto una miserabile capanna per causa del tremuoto» di trasferire le superstiti in un luogo più capace per accoglierle. De Bellis si mise allora in contatto con il conte Marzio Carafa e con l'assenso della Congregazione dei Vescovi si convenne di trasferire le monache nel monastero di Santa Maria de Commendatis a Maddaloni. Così nel luglio del 1688 le suore vennero trasportate in galesse, a due a due, nella loro nuova sistemazione, scortate dal vescovo in persona, dai familiari e dalle guardie del feudatario. Giunte a Maddaloni furono ricevute dal conte Marzio Carafa, da suo fratello Marino e dal viceré di Napoli Francesco Bonavides.
In quel di Maddaloni morirono nove suore: la badessa suor Giuditta Mazzacane, suor Teresa Petronzi, suor Anna Mazzacane, suor Maria Brigida Magnati, suor Agnese e Giovanna Ciaburro, suor Amalia e Grazia Nardella, suor Lucrezia Mattei e la conversa Camilla Meola. Di contro però si monacarono nove monache e due converse «con solenni feste di musica napoletana»".

### Il monastero e la chiesa nell'attuale Cerreto
L'edificazione del monastero e della chiesa nell'attuale Cerreto, progettata da Giovanni Battista Manni dietro incarico del conte Marzio Carafa, cominciò subito dopo il terremoto e fu iniziata dai muratori Andrea Pagano ed Orazio e Giuseppe Paduano. Il cantiere si fermò presto per mancanza di fondi ed i lavori furono ripresi solo nell'agosto del 1692 grazie alla vendita di un capitale di 2.000 ducati avuti dal Principe di Colubrano.
Subito dopo aver completato il primo dormitorio, corrispondente all'ala che affaccia su piazza Roma, l'8 dicembre 1696 le suore tornarono a Cerreto da Maddaloni nel loro nuovo monastero anche se ancora sprovvisto di qualsiasi agio. Esse temporaneamente costruirono delle piccole cucine di fronte agli ingressi delle celle mentre, raccolta la somma di 135 ducati, vennero edificati un corridoio ed una terrazza verso il cortile, corridoio intonacato nel 1705 dal maestro Antonio Calise, nello stesso anno in cui questi eseguì gli stucchi della chiesa. Suor Geltrude Corrado, inoltre, spese di tasca sua 25 ducati per la costruzione del forno.

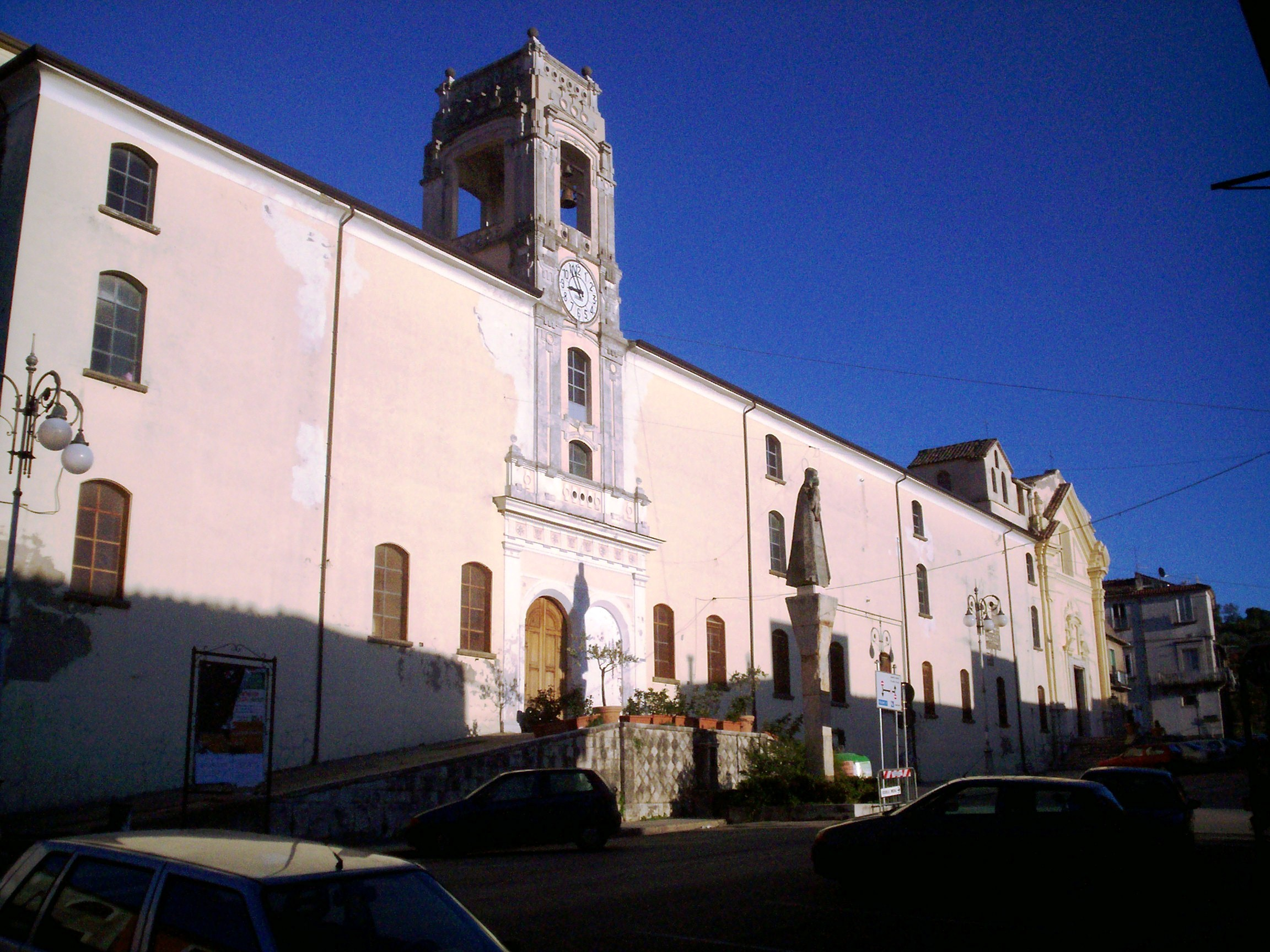
Prospetto su piazza Roma dell'ex monastero delle clarisse, oggi Istituto Leone XIII, dopo le ristrutturazioni avvenute nel XX secolo

Lo spazio era però insufficiente per ospitare tutte le monache e nelle celle ne dormivano più di una, contravvenendo ai dettami stabiliti dal Concilio di Trento. Così avvenne che le giovani che in quel periodo stavano per monacarsi dovettero prima edificare la propria cella, e la prima suora cui toccò questo destino fu Maria Celeste Bruno nel 1713. Ma tale comportamento portò ad irregolarità cui pose fine mons. Pascale anni dopo.
Nel 1711 fu completato il dormitorio che guarda a settentrione e la casa del Cappellano dai maestri muratori Pietro Fazzino ed Ascanio e Nicolò Paduano mentre nel 1717, dopo una raccolta di denaro avvenuta fra le suore i maestri Angelo Paduano del fu Nicolò, Pietro Fazzino ed Ascanio Paduano fu Giuseppe convennero di terminare l'opera interrotta. Ma nonostante questi ampliamenti lo spazio era sempre insufficiente dato che nel 1728 le suore erano cinquantotto mentre le celle solo ventotto. Di fronte a tale situazione monsignor Francesco Baccari scrisse nello stesso anno alla Congregazione dei Vescovi denunciando la difficile situazione in cui versavano le monache e aggiungendo che «per ovviare alla soggezione nel spogliarsi» ordinò di separare i letti con un tramezzo di tela.
Nonostante tali difficoltà il monastero venne col tempo portato a compimento tanto che nel 1729 la badessa dell'epoca, Margherita Ciaburri, chiese all'Universitas di poter ottenere il terreno incolto retrostante il complesso che, subito donato loro, fu riattato, cinto da alte mura ed adibito a giardino dove venne costruita anche la sepoltura.
Nel 1861 il Regio Decreto del 17 febbraio dichiarò soppresse tutte le Case di ordini monastici di ambo i sessi site nelle province napoletane ed in conseguenza il monastero delle clarisse di Cerreto assieme a quello dei Cappuccini fu incluso tra gli istituti da sopprimere. Le suore però si avvalsero del disposto dell'art. 8 della stessa legge che prevedeva un ritardo nell'attuazione di essa se entro il termine di tre mesi fosse stata presentata una richiesta apposita al Dicastero per gli Affari Ecclesiastici. Contestualmente i politici locali si adoperarono affinché fosse risparmiato almeno questo antico edificio sacro. L'argomento fu trattato da diversi consigli comunali ed in varie lettere e suppliche di intervento rivolte a deputati, al prefetto di Benevento ed alla Provincia.
Ma il Regio Decreto del 27 ottobre 1866 completava l'attuazione del precedente per cui il monastero venne incorporato nel fondo culto. Di fronte a tale situazione il sindaco Armando Ungaro chiese ed ottenne la cessione dell'edificio al comune per adibirvi delle scuole. Nel 1911 il complesso fu venduto per lire ottomila ai Reverendi Amedeo Franco, Matteo Gagliardi, Carluigi Di Lella, Francesco Ciaburri, Bartolomeo Di Paola, Domenico Amato, Giuseppe Di Crosta e Giuseppe Sanzari a patto che il monastero fosse stato adibito a scopi di beneficenza, istruzione ed assistenza. Infine, il 26 marzo 1930, la Congregazione delle Suore di Carità di Nostra Signora del Buono e Perpetuo Soccorso acquistò lo stabile di cui è tuttora proprietaria, adibendovi un convitto, una scuola materna, un liceo linguistico, una scuola ed un istituto magistrale.

## La vita delle suore Clarisse ed i loro rapporti con la Società
Sino alla fine del XVI secolo sono pochi i documenti che forniscono dettagli sulla vita delle clarisse all'interno del loro monastero e sui loro rapporti con l'esterno. Infatti, dopo le prime badesse Caterina e Margherita Sanframondi e Rita d'Acquavia, non si hanno altre notizie sino all'avvento di mons. Savino che nel 1596 denunciava l'inesistenza di un vero e proprio archivio nella Curia vescovile a causa del continuo vagare dei vescovi telesini, alla ricerca di una sede stabile, trovata in Cerreto agli inizi del XVII secolo. Si sa solo che con breve del 21 luglio 1465 papa Paolo II scomunicò chiunque deteneva "decime, novellizzie, livelli, o sia censi, entrate, proventi, annue pensioni, poderi, case, giardini, campi, vigne, prati, pascoli, selve, boschi, monete [...]" di proprietà del monastero. Pescitelli suppone che tale atto sia scaturito a seguito di un furto avvenuto a causa della ribellione di Giovanni Sanframondi, conte di Cerreto Sannita, contro gli Aragonesi e conclusasi con la sua sconfitta e con l'avvento dei nuovi feudatari di casa Carafa. Confuta tale tesi il fatto che nel 1525 la badessa suor Chiara Cusano chiese permesso a Papa Clemente VII di poter vendere un vano terraneo ed alcuni calici per sovvenire alle necessità più urgenti della comunità.

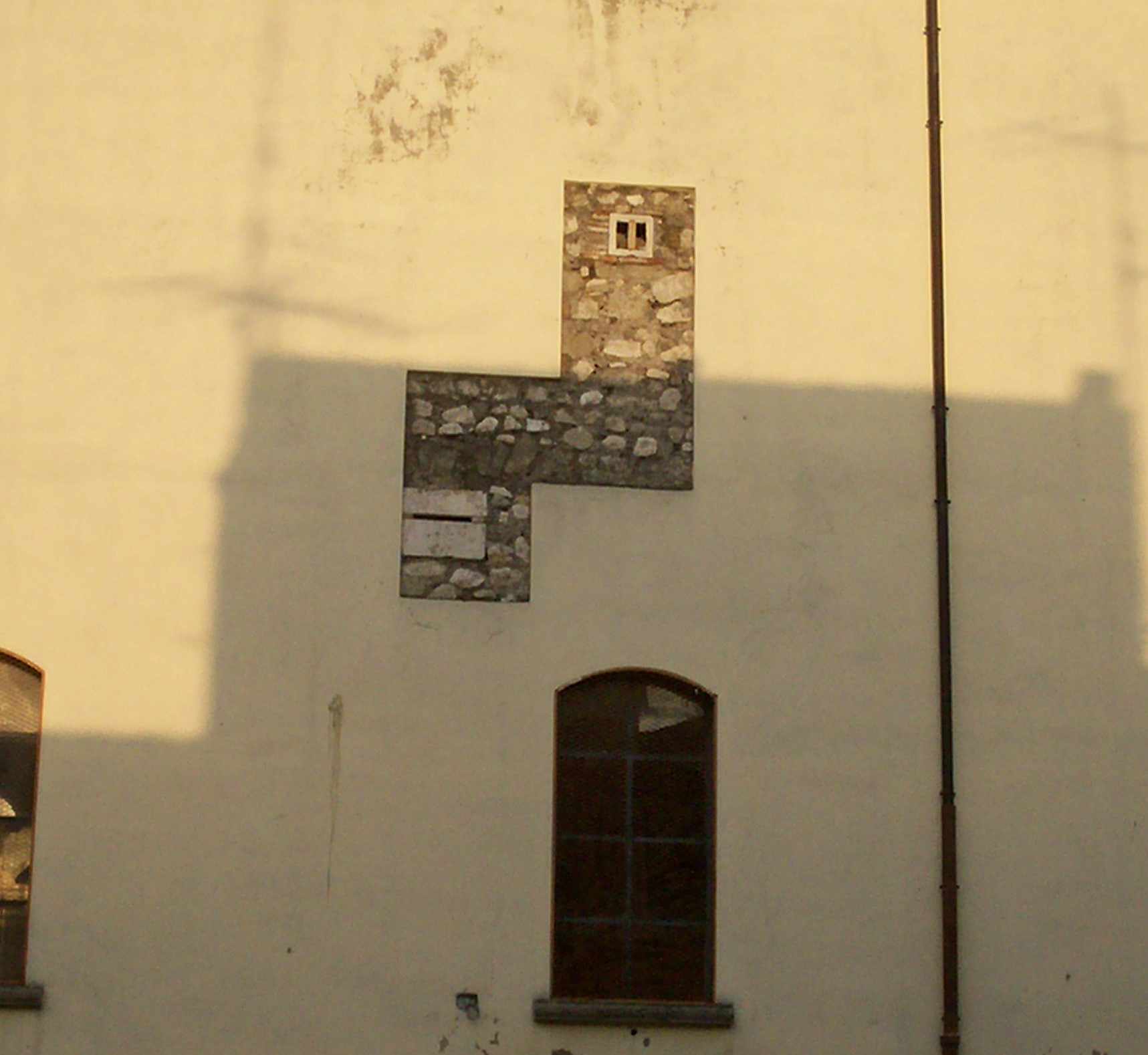
Particolare della facciata dell'ex monastero dove si notano gli usci delle celle delle clarisse

Il monastero intanto continuava a crescere tanto che con lettera del 31 gennaio 1589 la S. Congregazione dei Vescovi fissava a venti il numero massimo delle clarisse decretando inoltre che la dote delle monacande si sarebbe dovuta versare in denaro contante per essere poi investita in beni che dessero frutto ogni anno. In deroga a tali norme il Vescovo poteva commutare tale versamento, allora consistente in una somma con valore fra 100 e 200 ducati, in beni immobili. Le doti venivano poi incamerate dal monastero per pagare le spese comuni.
La vita quotidiana delle suore si teneva fra la messa, il coro ed il lavoro dedicato al ricamo, alla tessitura ed alla confezione di dolciumi. Ad ognuna di esse era assegnata una certa quantità di pane che le doveva bastare per una settimana, mezza bottiglia di vino al giorno ed un pasto completo il martedì, il giovedì e la domenica. Se si ammalavano, ognuna di esse doveva badare a se stessa e spendere del suo per provvedere ai propri bisogni.
Oltre alla badessa nel monastero vi erano anche due discrete, nominate ogni primo gennaio dalla badessa per consigliarla ed assisterla nel suo esercizio, le maestre delle educande, le converse che erano delle suore non coriste al servizio delle coriste ed infine la vicaria che curava la panificazione e conservava le chiavi del granaio e della cantina. Le educande invece, pur vivendo nel monastero, non vestivano l'abito ed erano rinchiuse in esso sin dalla più giovane età con la speranza che si monacassero. Esse prima di entrare in clausura venivano dotate oppure erano sostenute dai familiari o da una o più suore, caso avvenuto molto spesso nei secoli.
Dal 1607 al 1610 il monastero di Cerreto ospitò suor Giulia Di Marco, tenuta dal popolo in odore di santità. Assieme al suo confessore P. Aniello Arciero e ad un avvocato, Giuseppe de Vicariis, fondò una congregazione segreta. Secondo quanto lei stessa diceva, "l'intima unione che aveva con Dio", le permetteva di fare lunghi digiuni che insospettirono il vescovo Gentile di Caserta. Informatone il Sant'Uffizio questi ordinò all'Arciero di non uscire dallo Stato Pontificio ed alla Di Marco di trasferirsi nel monastero di Sant'Antonio in Napoli dove però continuava ad essere venerata dal popolo mentre il De Vicariis le procurava degli scritti che suor Giulia diceva essere dettati da Dio. Nel 1607 fu trasferita a Cerreto dove, a detta del Rotondi, non terminò di d'ingannare le clarisse "[...] né si restò mai di seminare la sua zizania". Scoperta dalle altre monache a rubare del cibo durante uno dei suoi lunghi digiuni, fu trasferita a Nocera per essere poi processata assieme agli altri congregati con l'accusa di commerci carnali.

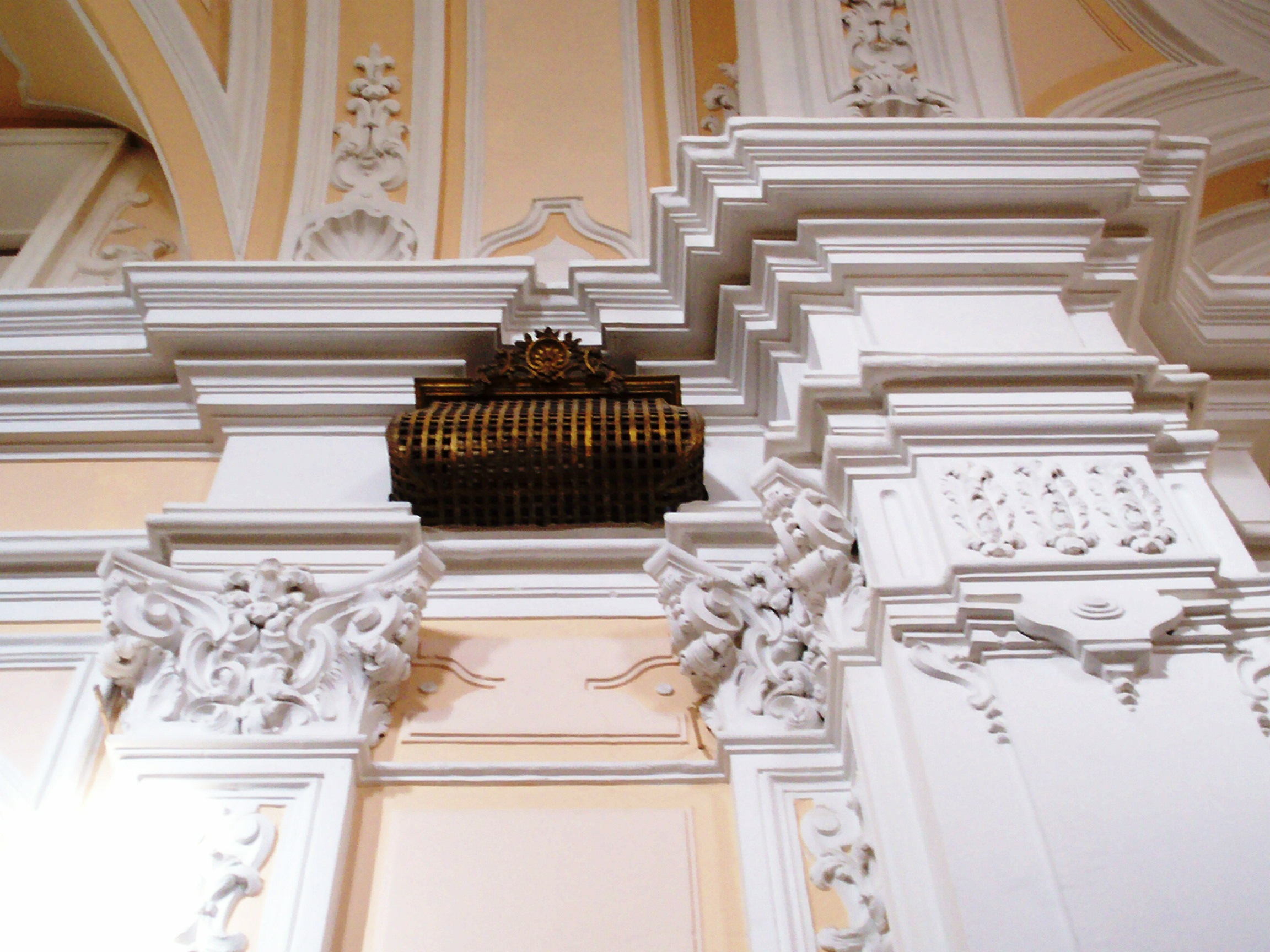
Particolare di una delle grate situata nella Chiesa del monastero, da cui le clarisse ascoltavano la messa

Mons. Sigismondo Gambacorta nel 1614 dettò alle clarisse nuovi provvedimenti e tolse le chiavi del monastero all'Universitas, ponendo fine a tale strana usanza nata a seguito della morte di mons. Cotugno nel 1583. Un eletto dell'Universitas, Giovan Tommaso Magnati, fece ricorso alla S. Congregazione dei Vescovi contro tale provvedimento dicendo che era un antico diritto e denunziando che copia della chiavi era stata consegnata a don Pasquale de Liso, prete di dubbi costumi. Accusava inoltre il vescovo di aver permesso ai Padri Conventuali di aprire delle finestre dal campanile della loro chiesa e di non aver fatto chiudere le finestre delle case dei sacerdoti site nelle vicinanze del complesso e dalle quali potevano essere spiate le monache. La S. Congregazione rispose rapidamente dando ragione al vescovo, dichiarando impertinente l'istanza del Magnati e suggerendo a mons. Gambacorta di dare le chiavi nemmeno al canonico della Collegiata di San Martino De Laurentis, perché avente 26 anni, ma a persona più anziana.
Un episodio molto grave avvenne il 3 dicembre 1634 quando la baronessa Altabella Petronzi, vedova del notaio Annibale Dalio, per evitare che due sue nipoti (Giovanna e Margherita Ciaburro di 14 e 15 anni, orfane) si sposassero contro la loro volontà secondo il dettato dello zio paterno Pietro, le spinse alla clausura in combutta con la badessa ed alcune suore. Il vescovo Gambacorta, relazionando alla S. Congregazione, descrisse l'evento narrando che mentre il cappellano don Geronimo d'Avantino stava dove si tenava il legname, entrarono la Petronzi e le sue due nipoti. All'invito del cappellano ad uscire esse non se ne andarono e mentre la baronessa tratteneva l'anziano cappellano, urlando agli accorsi per le grida del sacerdote "[...] dite che crepa don Geronimo, iatevenne allo coro e llà videte, dite che crepa", le giovani superarono la porta della clausura ed entrate nella cucina esclamarono alle astanti "beate voi che havete bon foco" e si sedettero felici. Seguì un processo conclusosi con la scomunica ad Altabella Petronzi, alla badessa Giovanna Dalio, all'inserviente Altabella Giameo ed alle due protagoniste Giovanna e Margherita Ciaburro. Queste però supplicarono il vescovo di ritirare la scomunica versando una cauzione di cento ducati in attesa della risposta Apostolica che disponeva di ritirare la scomunica a tutte, di far uscire dal monastero le due giovani e di procedere o meno, a discrezione del vescovo, contro la badessa. Il 13 dicembre 1635 il vicario vescovile si recò al monastero assieme ad alcuni canonici dove in presenza di tutte le suore, rivolgendosi alle Ciaburro disse:
Le due sorelle risposero:

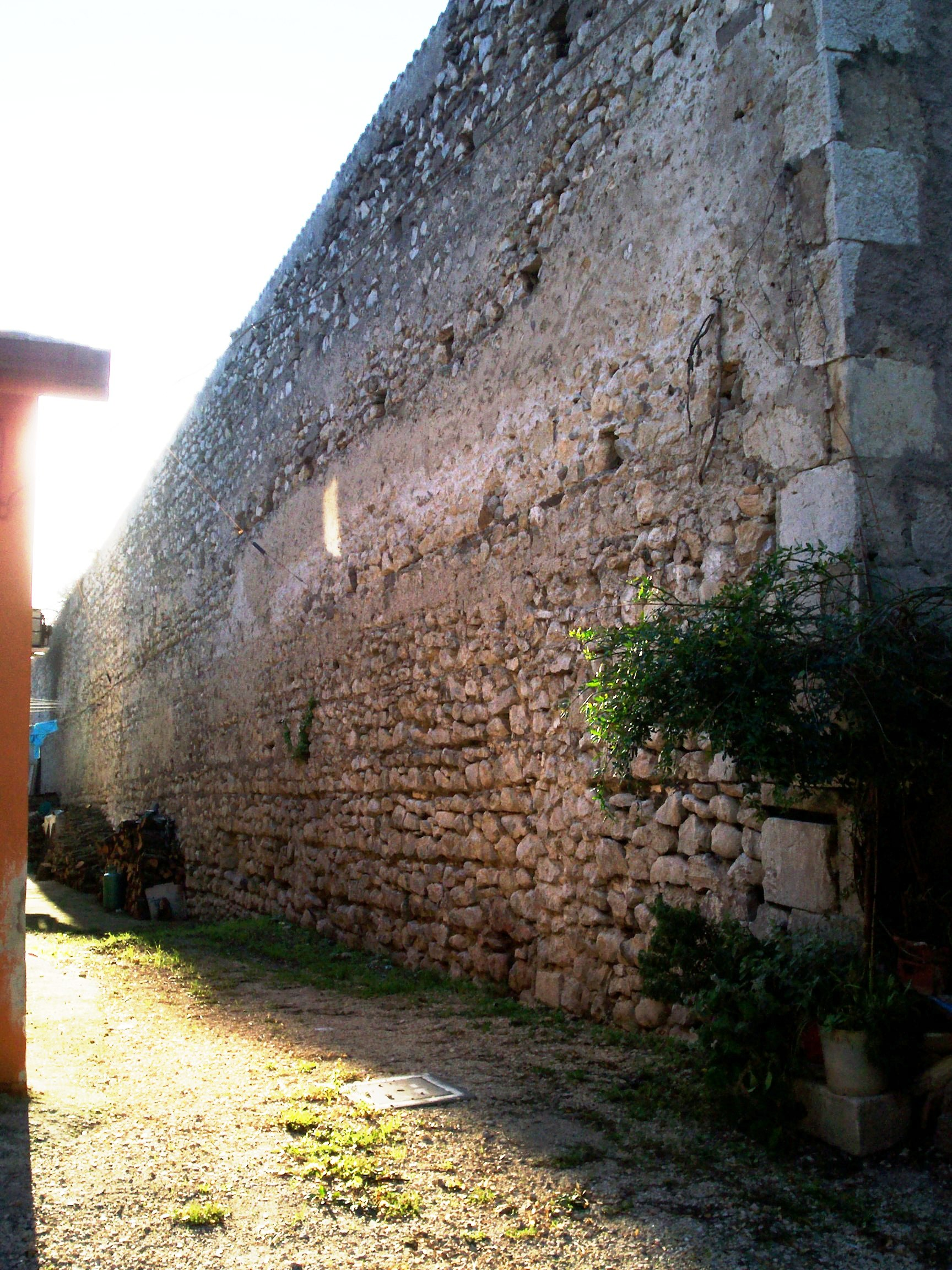
Mura del giardino del monastero delle Clarisse viste da Vico Pigna

Aperta la porta della clausura il vicario invitò nuovamente le giovani ad uscire ma al loro ennesimo rifiuto dichiarò che sarebbe venuto il vescovo a risolvere la questione. Ed il 20 gennaio mons. Gambacorta si portò nel monastero e chiedendo alle ragazze se avevano avuto ripensamenti, queste risposero negativamente ed il vescovo provvide ad accettare la loro volontà dandole l'abito e cambiandole i nomi, ponendo fine a questa vicenda.
Alla metà del XVII secolo risultavano essere numerose le istanze di cittadini che da tutte le parti della Diocesi chiedevano di far entrare nel monastero le loro figlie. Nel 1655 la S. Congregazione dei Vescovi sollecitò mons. Marioni alla risoluzione di tale problematica dopo aver ricevuto una lettera, a firma delle suore clarisse, che chiedeva di aumentare il numero massimo di suore di tre unità. Ma interrogate le monache esse smentirono di aver scritto quella lettera, redatta invece da un genitore che aveva visto negarsi l'ingresso di una sua figlia nel monastero. Anche l'Universitas di Cerreto si era interessata della questione protestando anche per l'eccessivo aumento della dote, dai 200 ducati del 1596 ai 400 del 1609, diventando talmente alta da non permettere ai cerretesi di far monacare le loro figlie. Unica eccezione fu suor Francesca Raetano, figlia del fu Vincenzo, la quale portò in dote ben mille ducati.
Nel 1638 mons. Pietro Paolo de Rustici, nella sua visita al monastero, rimproverò le suore Antonia Salomone e Girolama Corrado che si contendevano la direzione del coro arrivando addirittura all'uso di parole ingiuriose. Ma visto che tale comportamento fu commentato, anche se sottovoce, da altre tre monache, il vescovo condannò tutte a sei mesi di carcere senza che avessero nessun rapporto con le altre clarisse; solo una suora era autorizzata a portare loro mattino e sera del mangiare. La loro poca esperienza del mondo e della vita portava spesso queste monache ad avere una caparbietà ed una ostinatezza tipica dei bambini. Esempi di questo comportamento sono due episodi avvenuti nel 1672 e nel 1676.

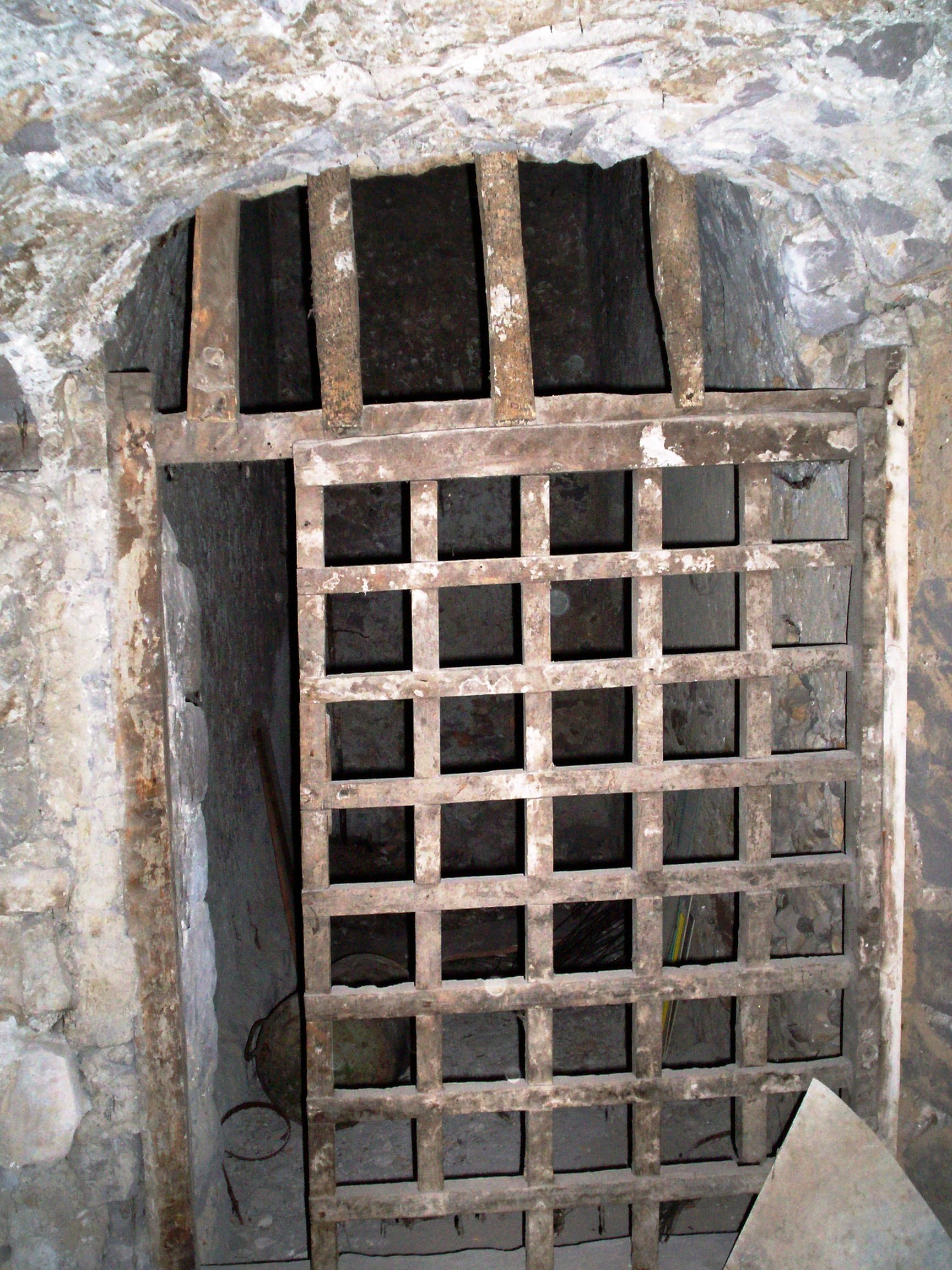
Particolare della cella del "carcere" dove le suore venivano recluse in caso di disobbedienza

Il primo avvenne dopo la morte di suor Rita Corrado quando la sua cella, per diritto di anzianità, doveva toccare a suor Evangelista Gizzi ma se ne impossessarono le nipoti della defunta, Rita e Geltrude, che la diedero a suor Romana Mastracchio. A nulla valsero le preghiere della badessa e le minacce della Gizzi a far desistere la Mastracchio nonostante fosse stata scomunicata dal vescovo. Solo dopo che le altre monache l'avevano isolata, la Mastracchio abbandonò la camera temendo più l'isolamento che la scomunica.
Nel 1676, invece, successe che mons. Cito nominò cappellano don Pietro Varrone, canonico della Cattedrale, revocando il mandato a don Mario Cappella, indicato come cappellano dalla badessa. Quando il Varrone andò al monastero trovò le religiose che gli intimarono di andarsene perché esse non volevano nessun altro che don Mario Cappella, aggiungendo che chiunque fosse venuto al suo posto lo avrebbero ammazzato. Dopo alcuni giorni il Varrone tornò dalle suore ma le monache vennero alla grata e lo insultarono "con parole pessime et indegne" ed il sacerdote scappò "non potendo soffrire più dette parolacce". Si portò dunque dalle clarisse il vicario vescovile per portare le suore all'obbedienza ma esse risposero al vicario "Signor no, non volemo obedire, non volemo obedire" gridando più volte tali parole ed aggiungendone altre contro il vescovo, definite nel verbale del processo alquanto piccanti. Di fronte a tale comportamento mons. Cito interdì l'edificio facendo affiggere davanti alla porta della chiesa il cedulone dell'interdizione. Le suore contrattaccarono facendo ricorso alla S. Congregazione dei Vescovi che in data 22 luglio 1677 prosciolse le stesse dalla scomunica riconoscendo alla badessa il diritto di nomina del cappellano. Mons. Cito non digerì bene tale decisione dato che nello stesso anno non dette il suo assenso affinché il monastero riscuotesse un credito dall'Universitas di circa 100 ducati.
Mons. De Bellis nel 1686, due anni prima del terremoto che distrusse la vecchia Cerreto, continuò l'opera riformatrice dei suoi predecessori ponendo fine ad alcuni usi che avevano luogo nel monastero come quello di trattenersi a lungo nel parlatorio, di non ascoltare la messa ogni giorno, di introdurvi fanciulli e di non vestire uniformemente. Quest'ultima disposizione venne male accettata dalle clarisse ma alla fine esse obbedirono al vescovo. Successe diversamente per un altro editto che mons. De Bellis scrisse nel 1687 e che vietava alle suore di lavare la propria biancheria all'esterno dell'edificio. Infatti l'editto, affisso nel parlatorio tra le due grate, fu bruciato con l'ausilio di una canna passata tra le sbarre e che portava alla sommità "un poco di candela accesa". Le autrici del gesto, suor Andreana Gizzio e suor Romana Mastracchio, spedirono i resti bruciati dell'editto al vescovo, che le condannò al carcere. E visto che le altre clarisse "strepitando fortemente" supportarono la Gizzio e la Mastracchio, furono tutte scomunicate. Ma la badessa dell'epoca, suor Giuditta Mazzacane, chiese perdono a nome suo e delle altre clarisse, ottenendo il ritiro della scomunica dal Vescovo.

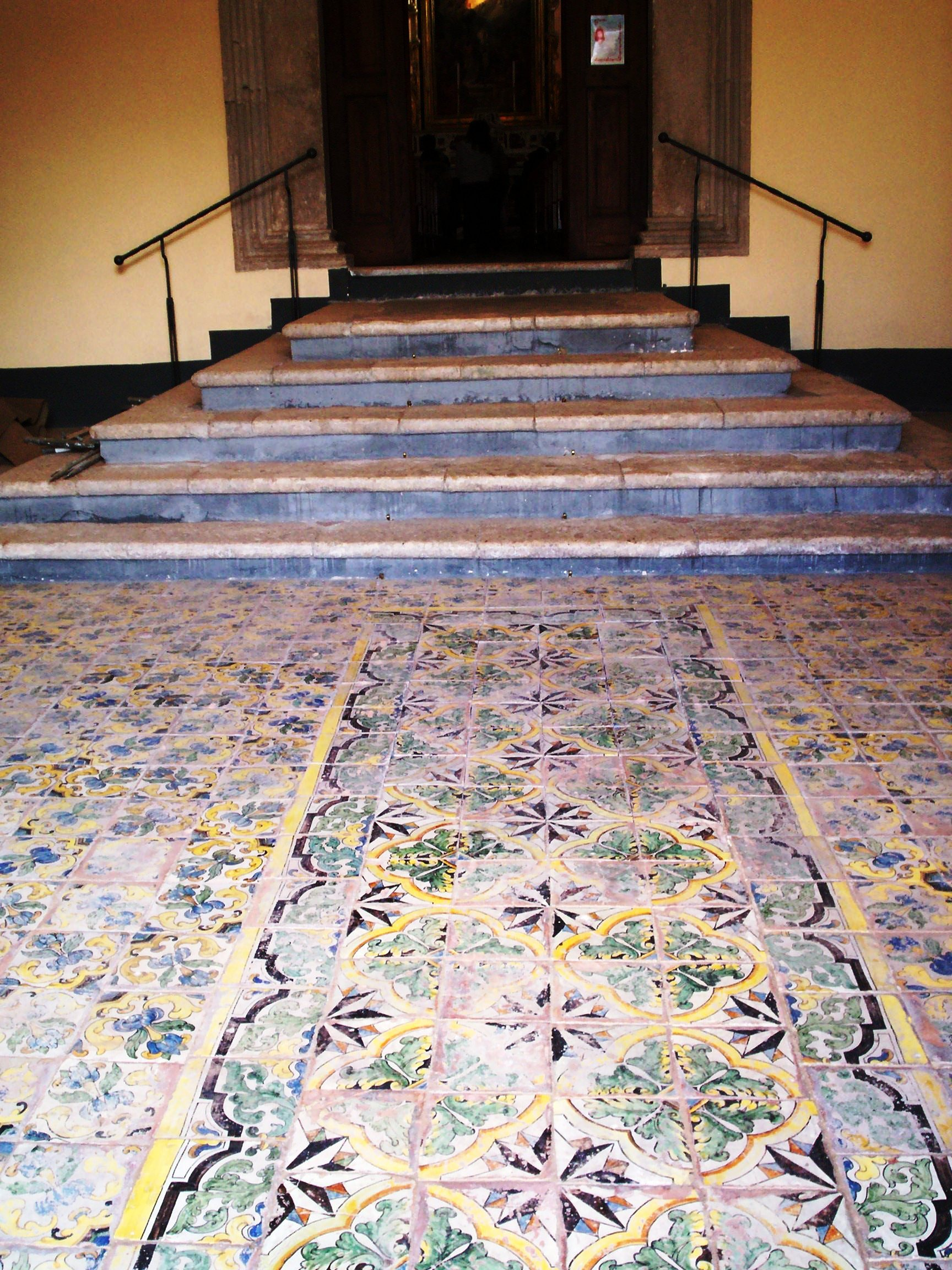
Pavimento del pronao

La cerimonia in cui le educande diventavano monache, detta "professione", era un importante evento dove intervenivano le più autorevoli autorità civili ed ecclesiastiche locali. Al termine del rito un oratore leggeva un'orazione in latino e volgare che veniva poi distribuita anche ai presenti. Non fu un momento di festeggiamento e di gioia la professione che doveva toccare a Maria Cecilia Mazzella di Vitulano il 3 luglio 1740. In quel giorno accadde che il sacrestano Domenico Tacinella pose per errore, contravvenendo alle volontà del vescovo, due sedie di cuoio "per il Sig. Governatore della Contea, avanti la prima fila delle sedie di paglia" che però vennero subito tolte. Giunto il Governatore Gennaro de Porres e suo nipote, egli, forse già prevenuto, ordinò al sacrestano di riportare le poltroncine in cuoio dove si accomodò con il suo accompagnatore. Le suore e la gente intervenuta iniziarono sottovoce a commentare il fatto mentre nessuno osava contraddire la prepotenza del De Porres. Arrivato il vescovo mons. Antonio Falangola ed informato dell'accaduto dal cappellano don Francesco Cerro, interdì la chiesa e annullò la cerimonia ordinando di essere riportato nell'Episcopio.
Alla fine del XVIII secolo il monastero fu al centro di due diverse vicende di cronaca. La prima riguardò Maria Antonia Cestaro, una giovane suora che fu costretta a prendere il velo a soli sedici anni con la promessa del padre di averla successivamente portata in un monastero a Napoli. Morto il padre, questi non solo dimenticò la promessa fatta alla figlia ma addirittura le assegnò solo 36 ducati annui di rendita contro i 144 del suo cameriere. Di fronte alla caduta di questa speranza, la Cestaro, nel 1783, supplicò mons. Pascale e il re Ferdinando IV di trasferirla a Napoli, ma il sovrano, sentito il parere negativo del vescovo, ricusò la supplica, facendo così trascorrere alla monaca il resto della sua vita nel monastero di Cerreto. Nel 1778, invece, successe che a seguito della morte di suor Maria Angela d'Adona, sua nipote suor Maria Serafina si impossessò delle chiavi della cella dichiarando che "sua zia, quando venne fabbricato il monastero", contribuì con la somma di 40 ducati. La badessa e le altre clarisse fecero ricorso al vescovo mons. Pascale che bocciò l'atteggiamento della d'Adona.

## Descrizione

### Ex monastero (Istituto Leone XIII)
L'Ex monastero delle clarisse, Istituto Leone XIII dal 1930, è un imponente complesso a pianta quadrata con un chiostro interno vasto 1.500 m2 ed un ampio giardino retrostante. Dell'edificio originario destinato ad ospitare le suore Clarisse restano solo, oltre la Chiesa, alcuni usci delle celle sulla facciata verso piazza Roma, il parlatorio e il "carcere", avendo subito l'edificio radicali trasformazioni architettoniche nel XX secolo.

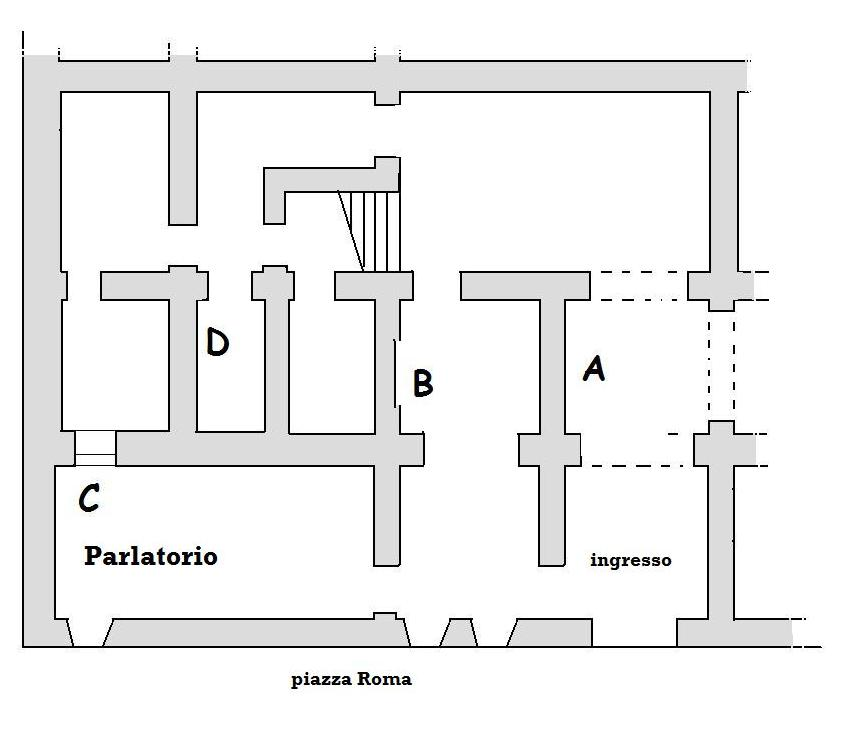
Pianta dell'area del parlatorio del monastero: A) monumento alla prima badessa Caterina Sanframondi; B) ruota dei rejetti (oggi stipo a muro); C) grata del parlatorio; D) cella del "carcere"

Nell'atrio di ingresso è sito il monumento funebre della prima badessa, Caterina Sanframondi, costituito da un bassorilievo con la sua effigie e gli stemmi degli Angioini e dei Sanframondi, e da una lunga iscrizione in latino, aggiunta nel 1846. A sinistra vi è l'accesso al locale dove un tempo era sita la ruota dei rejetti che permetteva alle monache di scambiare dei manufatti con l'esterno. Il locale successivo è invece il parlatorio. Qui le suore discutevano, tramite una grata, con i parenti. Interessante è il percorso che le clarisse facevano per giungere al parlatorio, dietro le grate. Esso, ancora intatto, è costituito da un lungo insieme di corridoi scuri, illuminati solo al termine da un piccolo uscio sito in alto nella parete. La cella del "carcere", destinata ad ospitare le suore disobbedienti, è angusta e non ha nessuna finestra né apertura verso l'esterno.
Il refettorio era ospitato in un vasto locale oggi divenuto sede delle riunioni del Consiglio Generale della Comunità Montana del Titerno mentre sotto l'attuale cucina vi sono il granaio ed una serie di cunicoli che passando al di sotto del vasto chiostro univano le diverse ale del complesso. Un alto muro cinge invece il retrostante giardino dove sono site le sepolture delle suore ed un edificio oggi in abbandono dove vi sono diverse vasche per il lavaggio delle vesti, un grande forno e l'antica cucina.

All'angolo fra piazza Roma e via Telesina, nell'isolato del monastero, è sita la "Vecchia fucina", un'antica bottega di fabbri.

### Chiesa
La chiesa delle Clarisse o di Santa Maria Mater Christi, annessa al monastero, è ad aula unica con pronao, altari laterali e cupola. L'esterno precedentemente ai recenti lavori di restauro era in tufo grigio a vista.
Nell'interno, sui cornicioni delle pareti a sinistra e dietro l'altare maggiore sono site delle grate lignee dorate da cui le suore clarisse ascoltavano la messa.
Il pronao della chiesa è costituito da un'ampia sala pavimentata interamente in riggiole (mattonelle) in ceramica cerretese del XVIII secolo.

#### Altari a sinistra
- Primo altare: venne costruito dalla badessa Anna lucia De Nigris originariamente in legno per poi essere rifatto in marmi policromi intarsiati nel 1738, a seguito di ordine vescovile. Sull'altare è posta una tela barocca raffigurante l'Assunzione della Vergine e con in basso lo stemma dei De Nigris.
- Secondo altare: fatto erigere da suor Marianna Mazzacane nel 1746 e consacrato da Mons. Falangola l'anno successivo, con un dipinto raffigurante l'Adorazione dei Magi;

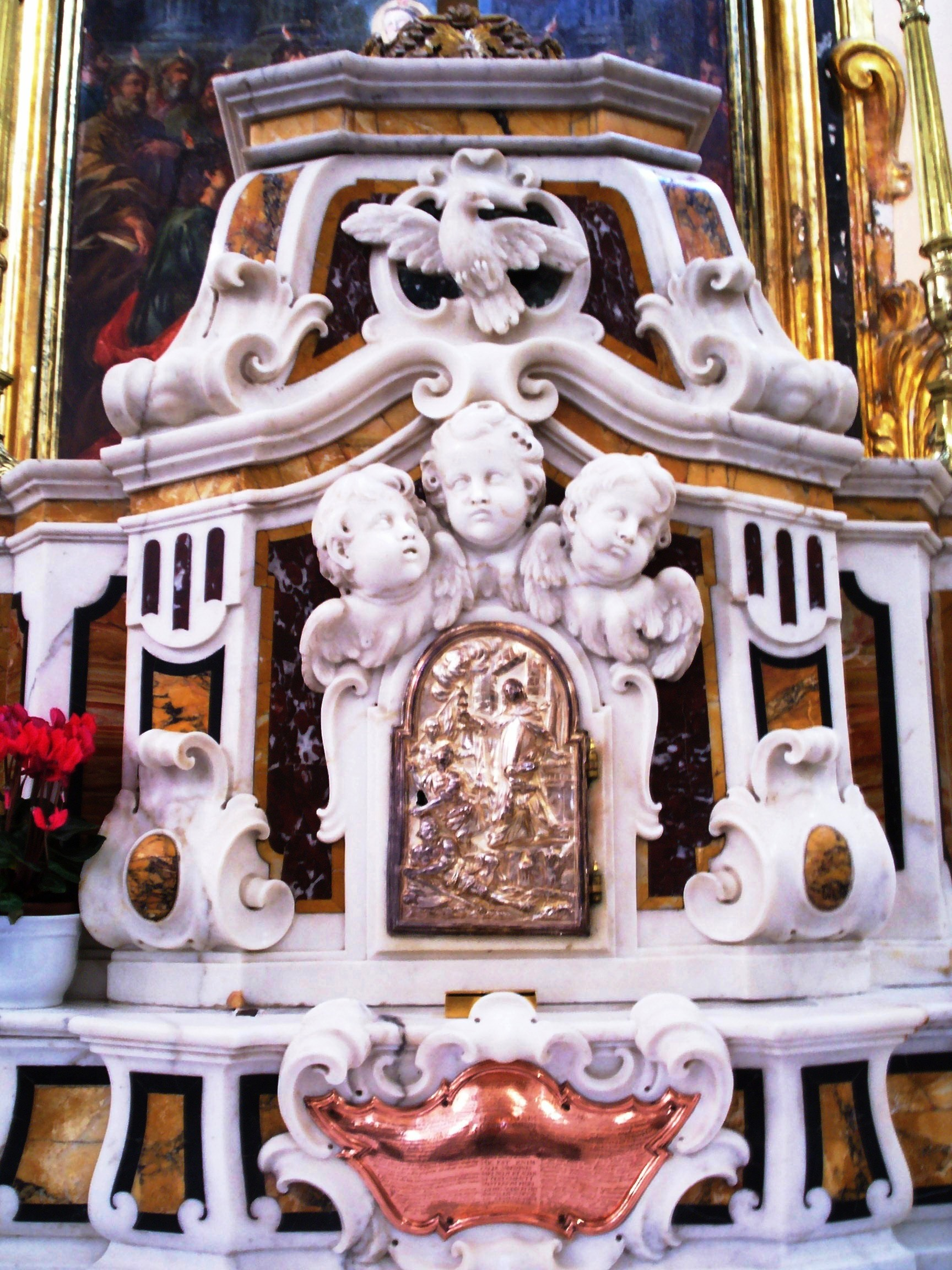
Particolare dell'altare maggiore in marmi policromi

- Terzo altare: voluto dalle suore Angela Teresa e Maria Maddalena Cestari, con una tela settecentesca raffigurante l'Immacolata fra i Santi Vincenzo e Gregorio.

#### Presbiterio
Precede il presbiterio l'arco maggiore sui cui pilastri sono due dipinti ovali raffiguranti Santa Chiara e San Francesco. L'altare maggiore, discostato dalla parete di fondo, è in marmi policromi intarsiati e risale al 1738. Alla sua base vi è un bassorilievo raffigurante il Buon pastore. Sulla parete di fondo è una tela settecentesca raffigurante la Pentocoste con la Vergine attorniata dagli apostoli.
Dietro l'altare maggiore sono i resti dell'antico pavimento in ceramica cerretese della chiesa, con motivo a rosa dei venti. A sinistra di chi vede l'altare è una finestrella dalla quale le suore ricevevano l'eucaristia.

#### Sacrestia
In un vasto locale attiguo alla sacrestia vi è un'esposizione di reperti di interesse storico ed artistico che ripercorrono la storia del monastero ed in particolar modo quella delle Suore di Carità di Nostra Signora del Buono e Perpetuo Soccorso, dalla loro venuta a Cerreto Sannita nel 1888 sino ai giorni nostri.

#### Altari a destra
- Primo altare: vi è un Crocifisso ligneo. Il tendaggio retrostante copre un affresco del XIX secolo raffigurante Gerusalemme, di mano poco felice
- Secondo altare: dipinto settecentesco raffigurante Santa Maria degli Angeli
- Successivo al secondo altare vi è il pulpito barocco in legno riccamente intagliato e dorato, con decorazione a racemi

#### Cappella
Parallela alla chiesa, ma più piccola, è una cappella contenente un altare ligneo e delle sculture settecentesche.